# Куфакова, Нина Антоновна
Нина Антоновна Куфакова (14 сентября 1929, село Чурики, Чапаевский район, Рязанская область — 4 августа 2008) — юрист, специалист по советскому финансовому праву и налоговому законодательству в СССР; выпускница Московского юридического института (1952), кандидат юридических наук с диссертацией о правовом регулировании финансирования советских бюджетных учреждений (1956); профессор РУДН.

## Работы
Нина Куфакова являлась автором и соавтором более 55 научных публикаций, включая несколько монографий; она специализировалась, в основном, на правовых вопросах, связанных с финансами и налогами в СССР:
- Правовое положение распорядителей кредитов / Н. А. Куфакова, М. Л. Коган. — Москва : Госюриздат, 1960. — 52 с.
- Органы советского государственного управления в переходный период / Нина Куфакова. — М. : Прогресс, 1988. — 133 с.; 20 см. — (Так начинался социализм).; ISBN 5-01-000951-X.
- Финансовое право развивающихся стран : Учеб. пособие / Н. А. Куфакова; Гос. ком. СССР по нар. образованию. — М. : Изд-во Ун-та дружбы народов, 1988. — 74 с.; 21 см; ISBN 5-209-00028-1.
- «Финансовое право» (М., 1996, 2000, 2001).